# Облога Тулона
Облога Тулона (18 серпня — 18 грудня 1793 р.) — один з епізодів революційних воєн у Франції, з якого почалась кар'єра майбутнього першого консула, а згодом й імператора Французької імперії — Наполеона Бонапарта.

## Передумови
Влітку 1793 р. Французька Республіка переживала критичні дні. Народне повстання 31 травня — 2 червня 1793 р. скинуло владу жирондистів. До влади прийшли якобінці. В той час генерал Паскуале Паолі, лідер руху за незалежність Корсики, піддався англійцям. Останні оволоділи також Тулоном.
Вся Європа — Англія, Пруссія, Австрія, Голландія, Іспанія, німецькі й італійські держави, — об'єднались в могутню контрреволюційну коаліцію, яка йшла походом на революційну Францію
На півдні Франції вибухнуло контрреволюційне повстання. Роялісти Тулона в 1793 р. вигнали або перебили представників революційної влади і закликали на допомогу англійський флот. Революційна армія оточила Тулон з суші.

## Облога міста
Облога йшла мляво і неуспішно. Керував облогою генерал Карто. Політичним керівником армії, що втихомирювала повстання роялістів на півдні, був знайомий Бонапарта, корсиканець Салічетті, який разом з ним виступав проти Паолі на Корсиці. Салічетті призначив молодого капітана помічником начальника артилерії при армії Карто.
Штурм, який відбувся в перших числах листопада, не вдався, бо офіцер, який командував у цей день, велів відступати, всупереч думці і бажанням Бонапарта, в найбільш вирішальний момент. Бонапарт був упевнений, що перемога залишилася б за французами, якби не ця груба помилка. Сам він йшов попереду штурмуючої колони і був поранений. Після довгого опору і тяганини з боку вищих властей, які не дуже довіряли якомусь не зовсім відомому молодому офіцеру, новий командувач Дюгомье дозволив йому, нарешті, привести свій план у дію.
14 грудня французькі батареї відкрили вогонь по укріпленнях противника із 15-ти мортир і 13-ти великокаліберних гармат. Бонапарт, після страшної канонади, штурмом, в якому він особисто брав участь, взяв опорний пункт (Егіл´єт), який був домінуючою висотою, і відкрив вогонь по англійському флоту.

## Останні дні облоги
Після дводенної канонади республіканці 17 грудня пішли штурмом на ворожі укріплення. Штурмуючих було 7 тис. чоловік, але вони були, після запеклого бою, відкинуті. Але тут наспів Бонапарт з резервної колоною, і це вирішило долю перемоги. На другий день почалася масова втеча з міста всіх, кого англійці погодилися взяти на свої кораблі. Тулон здався на милість переможців. Республіканська армія увійшла до міста. Англійський флот встиг вийти у відкрите море.
Ось як характеризував генерал Дютіль Бонапарта військовому міністерству в Парижі:
| «У мене слів не вистачає, щоб зобразити тобі заслугу Бонапарта: у нього знань настільки ж багато, як і розуму, і занадто багато характеру, і це ще дасть тобі поняття про хороші якості цього рідкісного офіцера». |
Цей штурм відбувся 17 грудня 1793 р. Такою була перша битва, виграна Наполеоном. Бонапарт під Тулоном проявив не тільки талант полководця, але й особисту хоробрість, яка надихала солдатів. Під ним було вбито коня, йому прокололи багнетом ногу, він отримав контузію, але ніщо не могло зупинити його наступального пориву.
Наполеон вперше звернув на себе увагу. Про нього заговорили в Парижі. Комітет громадського порятунку був дуже радий, що нарешті вдалося покінчити з Тулонськими зрадниками і відігнати від берега флот англійців. Тулон вважався такою неприступною фортецею, що багато людей вірити не хотіли в чутки про його падіння, що якийсь нікому невідомий Бонапарт міг взяти його. Результати цієї блискучої перемоги не змусили себе чекати — постановою від 14 січня 1794 р. Наполеон Бонапарт отримав чин бригадного генерала.